# 忠孝復興站
25°02′30″N 121°32′38″E / 25.041617°N 121.54377°E

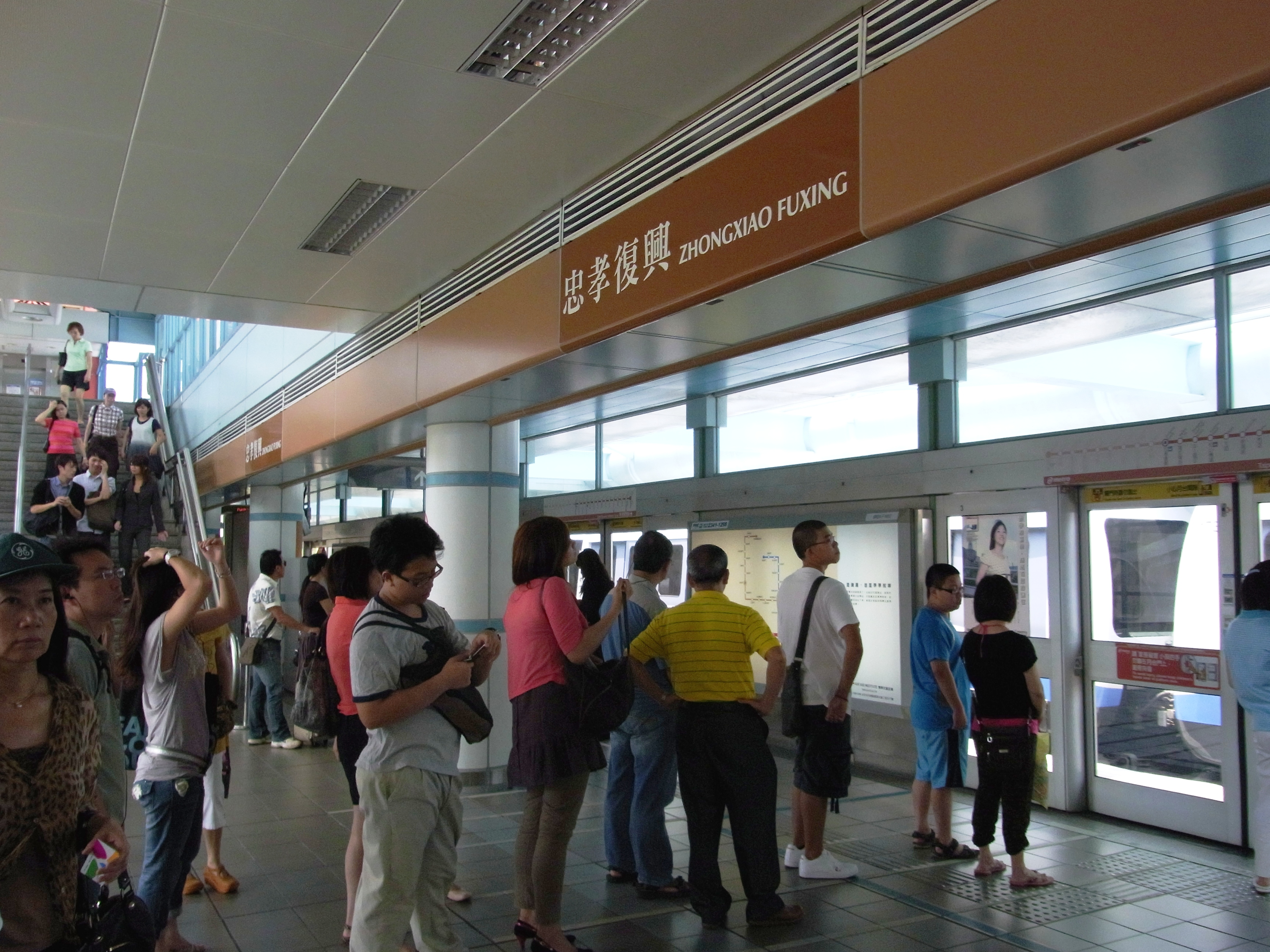
文湖線月台

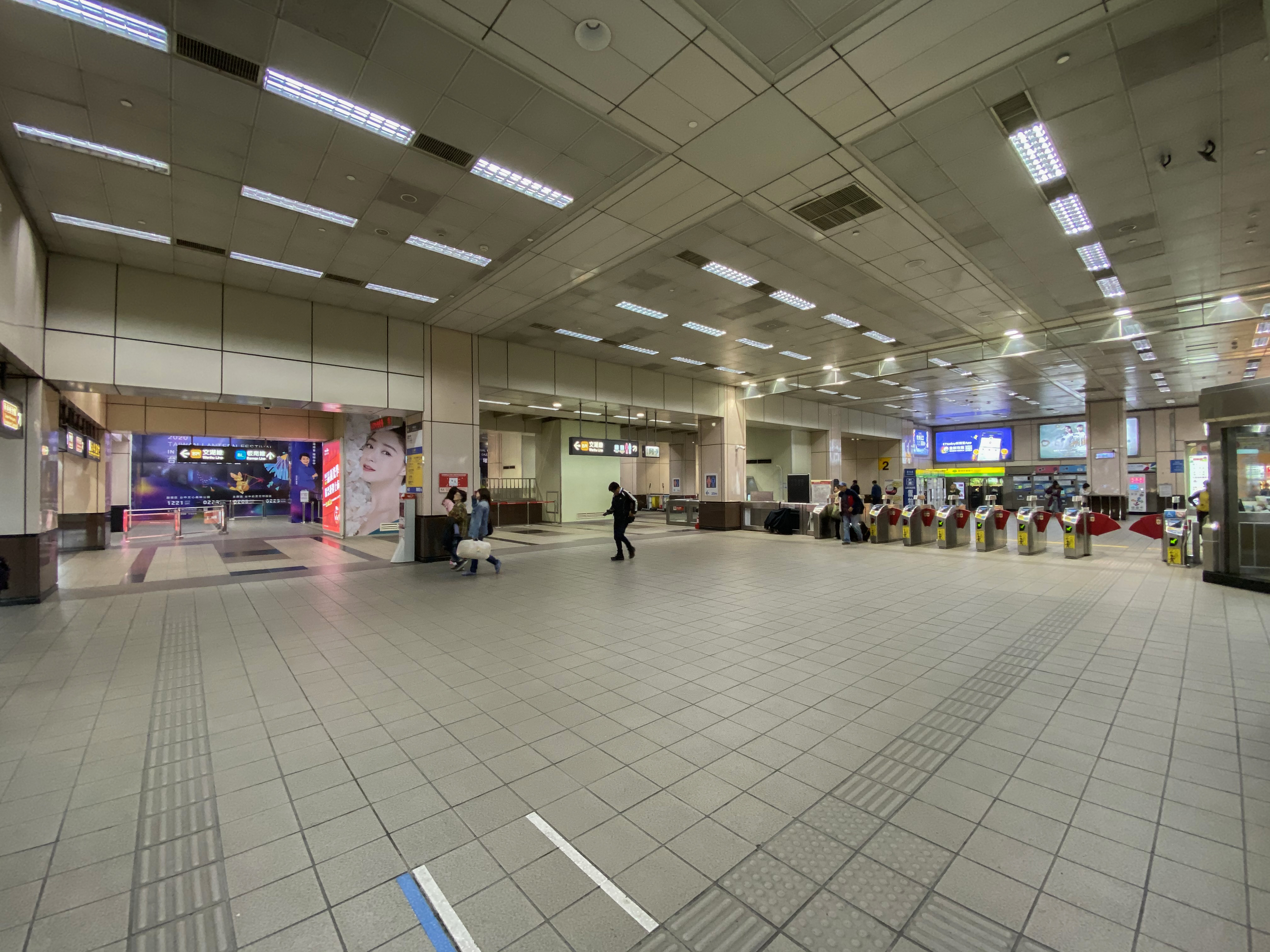
地上三樓文湖線大廳層

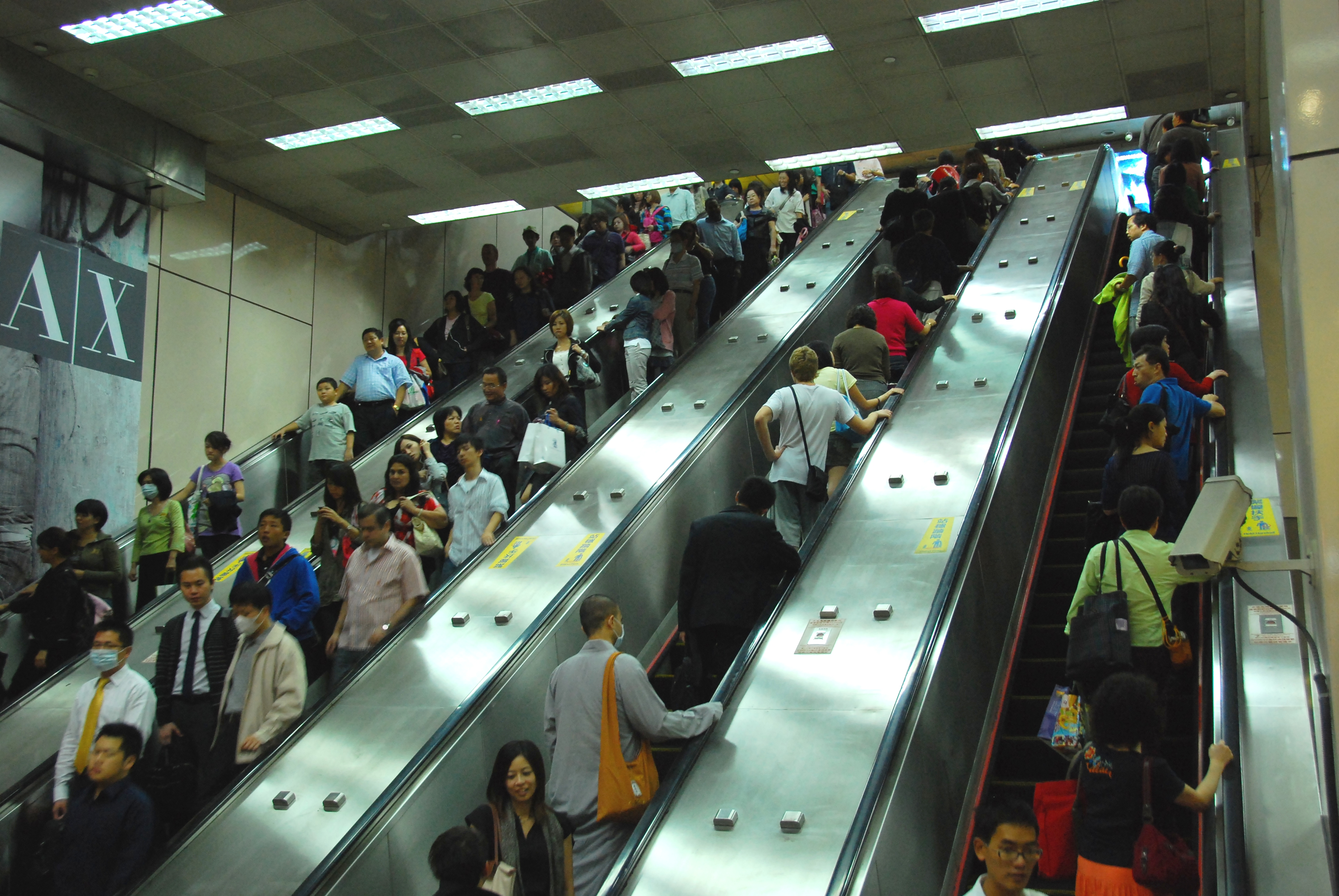
大型轉乘用電扶梯

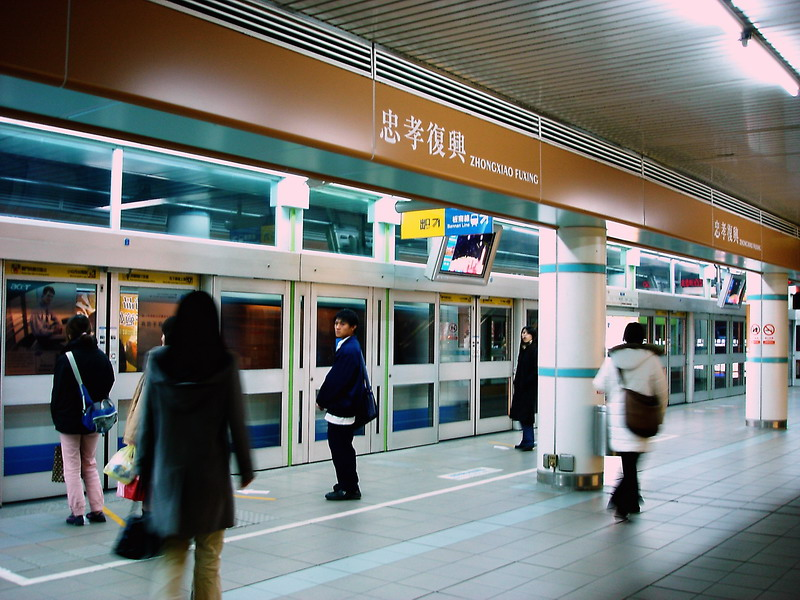
文湖線往南港展覽館站通車前，當時稱為木柵線，終點為中山國中站（攝於2006年3月）

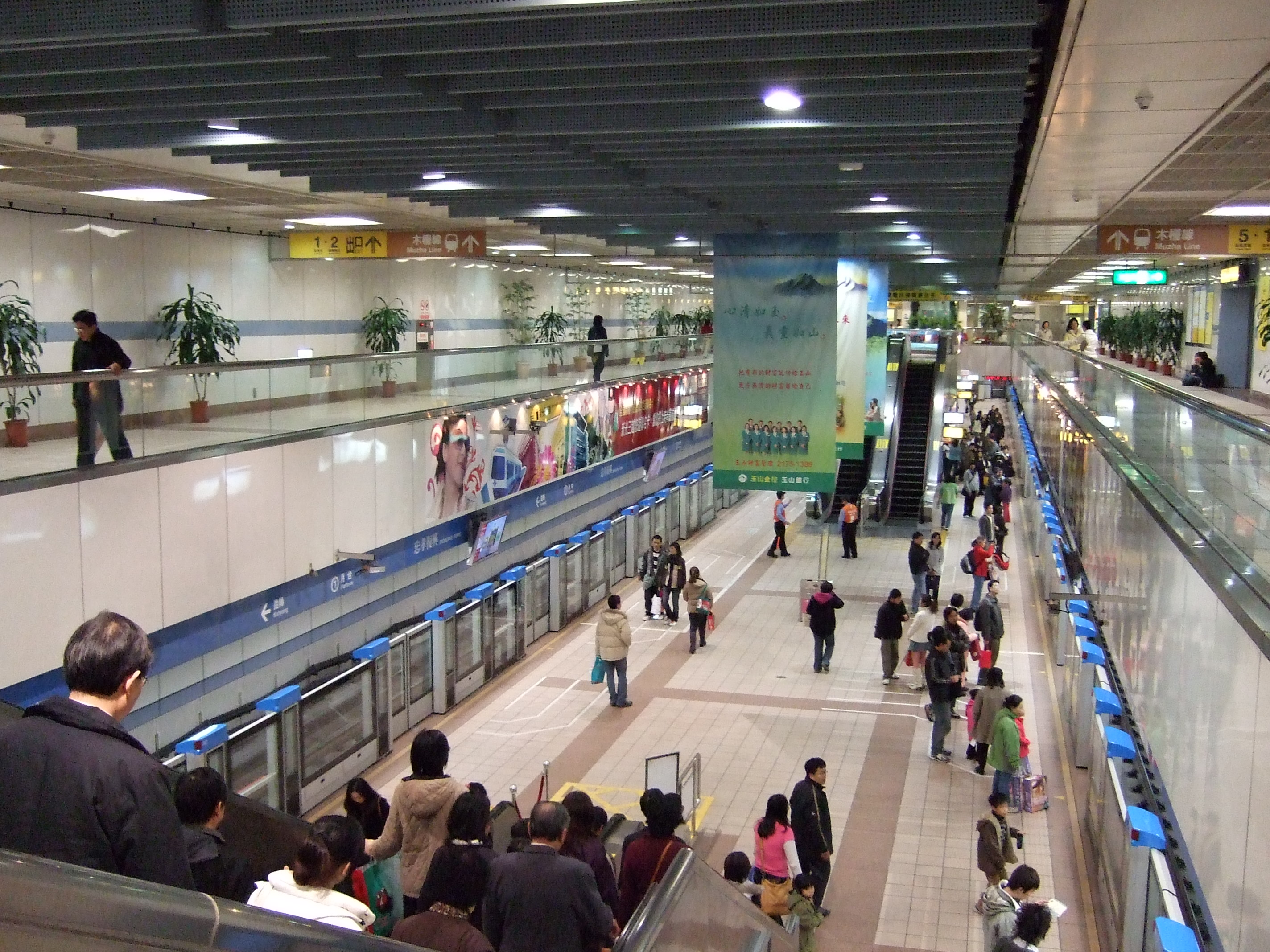
南港線往南港展覽館站（包括南港站）通車前，終點為昆陽站（攝於2006年6月）

忠孝復興站位於台灣台北市大安區，為台北捷運文湖線與板南線交會的捷運車站。

## 車站概要
車站位於忠孝東路與復興南路口，也因此而得名，文湖線車站位於復興南路上，板南線車站位於忠孝東路下方。車站編號方面，文湖線為BR10，板南線為BL15。
本站板南線穿堂層中，設有公共藝術作品「地球花園」、「袖珍台北八部曲」。忠孝復興站頂好廣場設有921平安鐘。
本站自從東區開始沒落後人流不斷下降，在2010年代前期還能維持每月平均日運量10萬人次，而今經歷疫情後復甦卻只剩每月平均日運量約8萬多人次。

## 車站構造
忠孝復興站是一個高架與地下交會車站，共設有5處出入口；地下車站東側與東區地下街連通，出口4並與遠東SOGO百貨忠孝館地下一樓連通。
除車站專用結構體外，一旁也設有與站體共構的聯合開發大樓（遠東SOGO百貨復興館）。聯合開發大樓為地上11層，地下6層建築；總樓地板面積為86,783平方公尺（約26,252坪，含捷運設施）。地下4～6層為停車場，地下3層～地上11層為太平洋崇光百貨（復興館）；地下2樓、地上1樓與2樓（車站方面為2樓）皆有與車站連通的出入口。
高架車站與地下車站的穿堂層（付費區）間，設有四座超高揚程電扶梯與一座電梯，讓旅客得以從文湖線穿堂區及1號月台直達板南線地下車站穿堂層。其中電扶梯垂直高度為19.72公尺，傾斜段長度約49公尺，為台北捷運之最。:355
本站板南線月台設有半高式月台門，與台北車站（板南線及淡水信義線）同為台北捷運最早設立月台門的高運量路線車站，而本站文湖線月台則是通車時即設有全高式月台門。此外。本站與忠孝敦化站間設有可供列車調度的袋狀軌。

### 車站樓層
| 地上 四樓 | 連通層             | 文湖線月台聯絡天橋                                                                                                |
| 地上 三樓 | 側式月台，右側開門 | 側式月台，右側開門                                                                                                |
| 地上 三樓 | 一月台             | ← 文湖線 往南港展覽館方向（BR11 南京復興站）                                                                      |
| 地上 三樓 | 二月台             | 文湖線 往動物園方向（BR09 大安站）→                                                                               |
| 地上 三樓 | 側式月台，右側開門 | |
| 地上 三樓 | 大廳層 （接2月台） | 詢問處、自動售票機、驗票閘門、洗手間（付費區內） ↓大型轉乘電扶梯（直達地下一樓板南線大廳）                        |
| 地上 三樓 | 大廳層 （接2月台） | SOGO復興館連通口 （捷運站3樓／遠東SOGO 2樓）                                                                      |
| 地上 二樓 | 中間層             | 樓梯、電扶梯轉接平台 （連接三樓文湖線2號月台及一樓出入口）                                                        |
| 地面      | 穿堂層             | 出入口、遠東SOGO復興館連通口                                                                                      |
| 地下 三樓 | 大廳層             | 大廳、詢問處、自動售票機、驗票閘門、東區地下街 洗手間（付費區內外均有） ↑大型轉乘電扶梯（直達地上三樓文湖線大廳） |
| 地下 三樓 | 大廳層             | 遠東SOGO復興館連通口（B3M層） 遠東SOGO忠孝館連通口（從出口4夾層往B1）                                             |

| 地下 四樓 | 一月台             | ← 板南線 往南港展覽館方向（BL16 忠孝敦化站）    |
| 地下 四樓 | 島式月台，左側開門 |                                                 |
| 地下 四樓 | 二月台             | 板南線 往頂埔／亞東醫院方向（BL14 忠孝新生站）→ |

### 車站出口
出入口在木柵線時期僅有一處，板南線車站興建時將當時的單一出入口編制為出口2。
出口1、2位於車站西端，出口3、4位於車站東端，出口5位於車站中段的北端。無障礙電梯設於出口2。另外，出口2有聯合開發大樓，為SOGO百貨復興館。出口4與SOGO百貨忠孝館地下一層連通。
| 出入口                          | 圖片 | 位置                                                                    |
| ------------------------------- | ---- | ----------------------------------------------------------------------- |
| 出入口1 · 設有手扶梯            |      | 安東街（忠孝東路北側，安東街口）                                        |
| 出入口2 · 設有電梯 · 設有手扶梯 |      | 遠東SOGO百貨復興館（聯合開發大樓） 福華飯店（忠孝東路南側，復興南路口） |
| 出入口3 · 設有手扶梯            |      | 大安路一段（忠孝東路南側）                                              |
| 出入口4 · 設有手扶梯            |      | 遠東SOGO百貨忠孝館（忠孝東路北側）                                      |
| 出入口5                         |      | 微風廣場（復興南路東側，忠孝東路口）                                    |
| 註： 設有電梯 \| 設有手扶梯     |      |                                                                         |

## 歷史
- 1996年3月28日：木柵線忠孝復興站隨著木柵線（今文湖線）正式通車而啟用[4]:327。
- 1999年12月24日：南港線忠孝復興站隨著板南線「市政府－龍山寺」段正式通車而啟用[4]:328。
- 2003年：配合台北市政府改採漢語拼音為主要譯名標準的新政策，站名的官方英譯由原本威妥瑪拼音的Chunghsiao Fuhsing Station改為Zhongxiao Fuxing Station。[5]
- 2004年11月10日：出口4與太平洋SOGO百貨忠孝本館地下1樓連通，成為第一個捷運出口與建築物地下連通的案例。
- 2006年6月19日：大型轉乘用電扶梯突然冒出大量濃煙，因此首次啟動「過站不停」營運模式。
- 2006年12月1日：南港線月台閘門正式啟用。
- 2010年9月23日：在本站一列前往永寧的列車上，一名男子為檢舉乘客在車上飲食，阻擋車門關閉要求站務人員前往處理，而與其他乘客爆發口角，並導致列車延誤數分鐘。該事件過程被在旁乘客拍攝後上傳到網路上，引起大量的關注，並引發了熱烈的迴響及網路論戰。而該男子也因此被網友稱為「擋門哥」[6][7]。
- 2013年7月6日：當日上午6時11分，一名約20多歲的男子於本站文湖線月台層翻越跳下復興南路路面受傷，經送醫後仍昏迷不醒。
- 2015年8月26日：約晚上7時40分，一名男子前往南港展覽館的列車上，在車廂裡面拿傘揮舞大聲咆哮。
- 2017年4月1日：連接板南線、文湖線轉乘電扶梯試辦速度調整，由每秒0.5公尺調整為每秒0.65公尺，試辦三個月。
- 2019年11月17日：本站3號出口為配合增設電扶梯工程於即日起暫時封閉。[8]
- 2020年9月25日：本站重置後的3號出口重新開放。
- 2020年11月17日：本站1號出口為配合增設電扶梯工程於即日起暫時封閉。
- 2021年9月26日：本站重置後的1號出口重新開放。
- 2022年1月3日：本站4號出口為配合增設電扶梯工程於即日起暫時封閉。
- 2022年8月15日：本站重置後的4號出口重新開放。

### 聯合開發大樓
該站站體之上的聯合開發大樓，土地部分最初由宏國集團旗下的宏通公司取得開發經營權。主體建築設計者李祖原原本規劃了高度為地上126層（超過台北101）的「花開富貴」大樓。但由於週邊交通無法承受超高大樓所帶來的交通負荷，因而被臺北市政府駁回。業主曾試圖修改高度為地上88層，仍未能取得同意。
2004年中，宏通將聯合開發案賣出，由遠東集團與太平洋SOGO百貨高層擔任宏通董事，並委託第一銀行擔任受託對象，接手此案開發權。2005年10月3日，主體建築舉行上樑典禮；2006年12月29日，進駐主體建築商場部分的SOGO台北復興館開業。

## 利用狀況
根據2024年12月資料，本站每日進出人次約為95,595，在台北捷運系統中為第6名。
| 年   | 年間       | 年間       | 年間       | 年間   | 單日平均 | 單日平均 |
| 年   | 上車       | 下車       | 上下車計   | 來源   | 上車     | 上下車   |
| ---- | ---------- | ---------- | ---------- | ------ | -------- | -------- |
| 1996 | 1,600,873  | 1,740,330  | 3,341,203  | [ 10 ] | 5,738    | 11,976   |
| 1997 | 2,061,652  | 2,294,941  | 4,356,593  | [ 10 ] | 5,648    | 11,936   |
| 1998 | 2,401,543  | 2,647,259  | 5,048,802  | [ 10 ] | 6,580    | 13,832   |
| 1999 | 2,881,676  | 3,143,509  | 6,025,185  | [ 10 ] | 7,895    | 16,507   |
| 2000 | 8,328,450  | 8,336,926  | 16,665,376 | [ 10 ] | 22,755   | 45,534   |
| 2001 | 9,753,478  | 10,024,778 | 19,778,256 | [ 10 ] | 不算出   | 不算出   |
| 2002 | 11,077,195 | 12,022,994 | 23,100,189 | [ 10 ] | 30,348   | 63,288   |
| 2003 | 10,505,138 | 10,524,787 | 21,029,925 | [ 10 ] | 28,781   | 57,616   |
| 2004 | 11,549,604 | 11,549,008 | 23,098,612 | [ 10 ] | 31,556   | 63,111   |
| 2005 | 12,058,411 | 12,093,530 | 24,151,941 | [ 10 ] | 33,037   | 66,170   |
| 2006 | 12,268,296 | 12,313,282 | 24,581,578 | [ 10 ] | 33,612   | 67,347   |
| 2007 | 14,481,337 | 14,446,416 | 28,927,753 | [ 10 ] | 39,675   | 79,254   |
| 2008 | 15,484,353 | 15,397,543 | 30,881,896 | [ 10 ] | 42,307   | 84,377   |
| 2009 | 16,167,086 | 16,085,097 | 32,252,183 | [ 10 ] | 44,293   | 88,362   |
| 2010 | 17,252,592 | 17,143,418 | 34,396,010 | [ 10 ] | 47,267   | 94,236   |
| 2011 | 18,688,043 | 18,670,142 | 37,358,185 | [ 10 ] | 51,200   | 102,351  |
| 2012 | 18,795,312 | 18,955,480 | 37,750,792 | [ 10 ] | 51,353   | 103,144  |
| 2013 | 19,111,141 | 19,278,024 | 38,389,165 | [ 10 ] | 52,359   | 105,176  |
| 2014 | 18,967,725 | 19,139,143 | 38,106,868 | [ 10 ] | 51,966   | 104,402  |
| 2015 | 18,198,338 | 18,450,132 | 36,648,470 | [ 10 ] | 49,858   | 100,407  |
| 2016 | 18,357,355 | 18,582,417 | 36,939,772 | [ 10 ] | 50,157   | 100,928  |
| 2017 | 17,806,254 | 17,961,363 | 35,767,617 | [ 10 ] | 48,784   | 97,993   |
| 2018 | 17,758,453 | 17,833,404 | 35,591,857 | [ 10 ] | 48,653   | 97,512   |
| 2019 | 17,554,542 | 17,620,376 | 35,174,918 | [ 10 ] | 48,095   | 96,370   |

## 車站周邊
- 遠東SOGO百貨（忠孝館、復興館）
- 新光三越百貨（DIAMOND TOWERS 一、二館）
- 微風廣場（本館）
- 台北福華大飯店
- 台北市立聯合醫院（仁愛院區）
- 東豐公園（位於本站與大安站間）
- 臺北市公共自行車租賃系統
  - 捷運忠孝復興站（1號出口）
  - 捷運忠孝復興站（2號出口）
  - 捷運忠孝復興站（3號出口）
  - 捷運忠孝復興站（4號出口）
  - 捷運忠孝復興站（5號出口）
  - 復興忠孝東路口（東南側）

地下商場
- 東區地下街

## 腳註

### 來源資料
1. ↑   (新闻稿). 台北捷運. 2016-04-11  [2016-04-11]. （原始内容存档于2016-04-11） （中文（臺灣））.
2. 1 2  . 臺北大眾捷運股份有限公司. 2021-01-15.
3. ↑  柯妙貞.  (PDF). 《捷運技術》 (臺北市政府捷運工程局). 2015-08-23, (50期)  [2016-01-10]. ISSN 1812-2906. （原始内容存档 (PDF)于2016-08-22） （中文）.
4. 1 2  徐榮崇. . 臺北市文獻委員會. 2015年12月  [2019-12-27]. ISBN 9789860469875. （原始内容存档于2020-12-07）. 國家圖書館
5. ↑  . 蘋果日報. 2003-11-24  [2020-12-27]. （原始内容存档于2021-01-12） （中文（臺灣））.
6. ↑  .   [2010-11-06]. （原始内容存档于2010-12-02）.
7. ↑  CTI TV中天電視 2010.09.27 【中天新聞】 捷運擋門1200 捷運"擋門哥"抓偷吃客 雙雙被罰[永久]
8. ↑  配合捷運局部分車站出入口工程陸續施工 單一出入口配合工程封閉 造成不便敬請見諒 https://www.metro.taipei/News_Content.aspx?n=30CCEFD2A45592BF&sms=72544237BBE4C5F6&s=43FE5C9E365212C9 （页面存档备份，存于）
9. ↑  .   [2006-12-31]. （原始内容存档于2006-11-25）.
10. ↑  臺北捷運公司. . 2019-02-26  [2019-08-10]. （原始内容存档于2020-11-28）. 臺北市統計資料庫查詢系統
11. 1 2  . 大紀元. 2008-11-17  [2019-12-27]. （原始内容存档于2019-12-27）. 停駛日期分別為12月的6、7、13、14、20、21、27、28日；2009年1月的3、4、10、11、17、18日共七個週末假日
12. ↑  . 大紀元. 2008-12-15  [2019-12-27]. （原始内容存档于2019-12-27）.
13. ↑  . 大紀元. 2009-04-22  [2019-12-27]. （原始内容存档于2019-12-27）. ING 台北馬拉松將在21日 (週日)登場，20、21日也有國家考試。北市府今天表示，原本進行捷運機電安全整合測試每週六、日停駛的木柵線，20、21日兩天上午9時前仍維持營運。
14. ↑  . 大紀元. 2009-06-03  [2019-12-27]. （原始内容存档于2019-12-27）. 捷運木柵全線6月7號週日，會配合停駛一天

- 捷運站有門牌！位置隱密難發現 （页面存档备份，存于）.TVBS.2007-08-14

## 外部連結
- 臺北大眾捷運股份有限公司 （页面存档备份，存于）
- 臺北市政府捷運工程局 （页面存档备份，存于）
- 忠孝復興站位置圖（台北捷運公司） （页面存档备份，存于）
- 忠孝復興站車站剖面相關位置圖（台北捷運公司） （页面存档备份，存于）
- 忠孝復興站轉乘月台立體導覽圖（台北捷運公司）
- 捷運忠孝復興站聯合開發案（建築師雜誌） （页面存档备份，存于）
- 販賣店現況 - 板南線 （页面存档备份，存于）
- 販賣店現況 - 文湖線 （页面存档备份，存于）